# Popowia lanceolata
Popowia lanceolata là một loài thực vật thuộc họ Annonaceae. Đây là loài bản địa quần đảo Dinagat, Philippines.